# Szár (botanika)

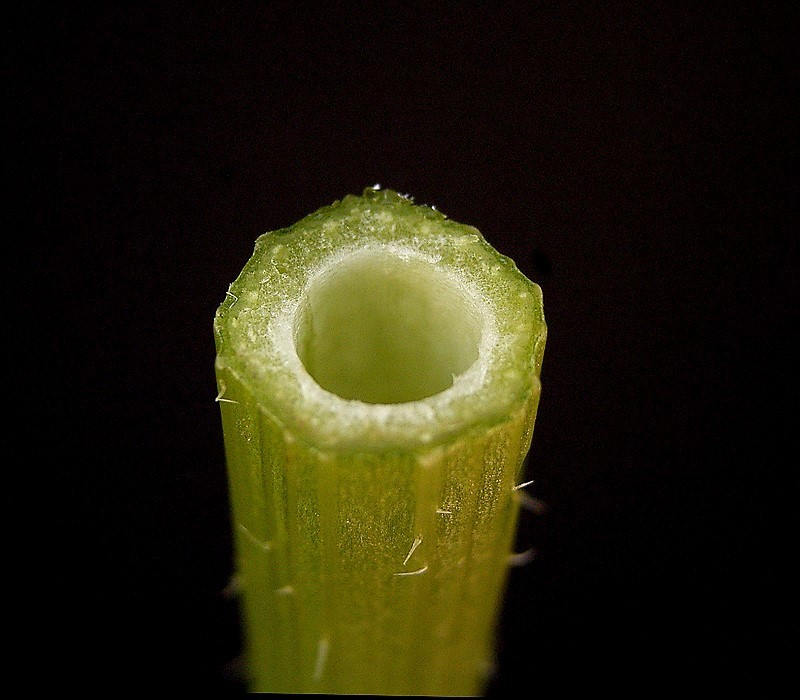
Repce (Brassica napus) elmetszett szára

A szár (caulis) a szövetes növények korlátlan növekedésű hajtástengelye. Lefelé gyökérben folytatódik, az oldalhajtásokat, leveleket, a virágot és a termést tartja.
A levelek a száron meghatározott rendben, a szárcsomókon (nodus) erednek, ezek tövében leveles oldalágak fejlődnek. A szárcsomók közötti szakaszokat szártagoknak (internodium) nevezzük. A szárcsomók közti távolság függvényében beszélhetünk hosszú szártagú és rövid szártagú szárról. Keresztmetszete szerint beszélhetünk hengeres, félhengeres, összenyomott, 3-4 vagy több oldalú, illetve 3-4 vagy több szárnyú szárról (utóbbiról akkor, ha lemezek futnak rajta végig). Van föld feletti és föld alatti szár.
Magszárnak a generatív hajtást nevezzük.

## Szártípusok

### Fás szárak
Évről évre másodlagosan vastagodó, fás szár a több évig élő növényekre jellemző. A nyitvatermők mindegyike, a kétszikűek többsége fás szárú, az egyszikűek közül csak a pálmák. A fás szárak típusai:
- Fatörzs: magasan elágazó, általában erősen megvastagodott szár. Az ezzel rendelkező növény a fa. A rövid fatörzsű növény a bokor.
- Cserjeszár: közvetlenül a talajfelszín felett elágazó, törzs nélküli szár. Az ezzel rendelkező növény a cserje, ami nem tévesztendő össze a bokorral.
- Félcserjeszár: átmenet a cserjék és a lágy szárú évelők között. Alsó része rövid szártagú, fás, áttelelő, amiből a felső részen lévő, hosszú, lágy szárú hajtások erednek. Az ezzel rendelkező növény a félcserje.
- Pálmatörzs: oszlopszerű, ág nélküli szár. A törzsön levélmaradványok, a csúcson levélkoszorú van. Az ezzel rendelkező növényt is fának, a pontosabb megjelölés végett gyakran pálmafának nevezik.

### Lágy szárak
A lágy szár az 1-2 évig élő növényekre jellemző, sosem fásodik el. A lágy szárak típusai:
- Dudvaszár (dudvás szár): gyakran elágazó, sok élő parenchimát tartalmazó, puha, hosszú szártagok jellemzik (pl. paradicsom, a burgonya, a napraforgó).
- Szalmaszár: vékony, üreges, csőszerű, hosszú szártagok jellemzik. A szárcsomók szövete tömött. Többnyire csak a szár tövén vannak oldalelágazások (pl. perjefélék).
- Palkaszár: alsó vagy felső részén lévő törpe szártaghoz egy megnyúlt szártag kapcsolódik. Általában üregesek (pl. szittyó, káka, vízipálma).
- Tőszár: rövid szártagú, tőlevélrózsát viselő szár. Egyes kétéves növények (pl. répa) az első évben tőszárat növesztenek, a második évben dudvaszárat.
- Tőkocsány: tőszárból, vagy évelő föld alatti szárból, például hagymából vagy gyöktörzsből kihajtó, egyetlen szártagból álló, el nem ágazó, leveleket nem viselő, virágban vagy virágzatban végződő szár (pl. tulipán, gyermekláncfű).

### Módosult szárak
A szárak módosulhatnak speciális működés ellátására. A módosult szárak lehetnek a föld felszíne fölött vagy alatta is.
A módosult szárak típusai és legfőbb funkcióik:
- Módosult föld feletti szárak:
  - Inda: ivartalan szaporodás (pl. szamóca, kerek repkény).
  - Kacs: kapaszkodás (pl. szőlő).
  - Tövis: védelem (pl. kökény).
  - Asszimiláló szár:
    - Pozsgás (szukkulens) szár:[1] vizet raktározó törzs (pl. kaktuszfélék, pozsgás kutyatejfélék). Korlátlan növekedésű.
    - Fillokládium:[1] fotoszintetizál, virág és termés fejlődhet ki rajta (pl. szúrós csodabogyó). Korlátolt növekedésű.
    - Kladódium:[2] vizet és tápanyagokat raktároz (levélkaktusz). Korlátlan növekedésű.
- Módosult föld alatti szárak:
  - Gyöktörzs: áttelelés, tápanyag-raktározás (pl. erdei pajzsika).
  - Tarack: ivartalan szaporodás; lényegében föld alatti inda (pl. tarackbúza).
  - Szárgumó: tápanyag-raktározás (pl. burgonya).
  - Hagyma: tápanyag-raktározás (pl. vöröshagyma, tulipán).
  - Hagymagumó: tápanyag-raktározás (pl. kikerics, sáfrány).

## Kapcsolódó szócikk
- Hajtás